# Wehrkirche Horka

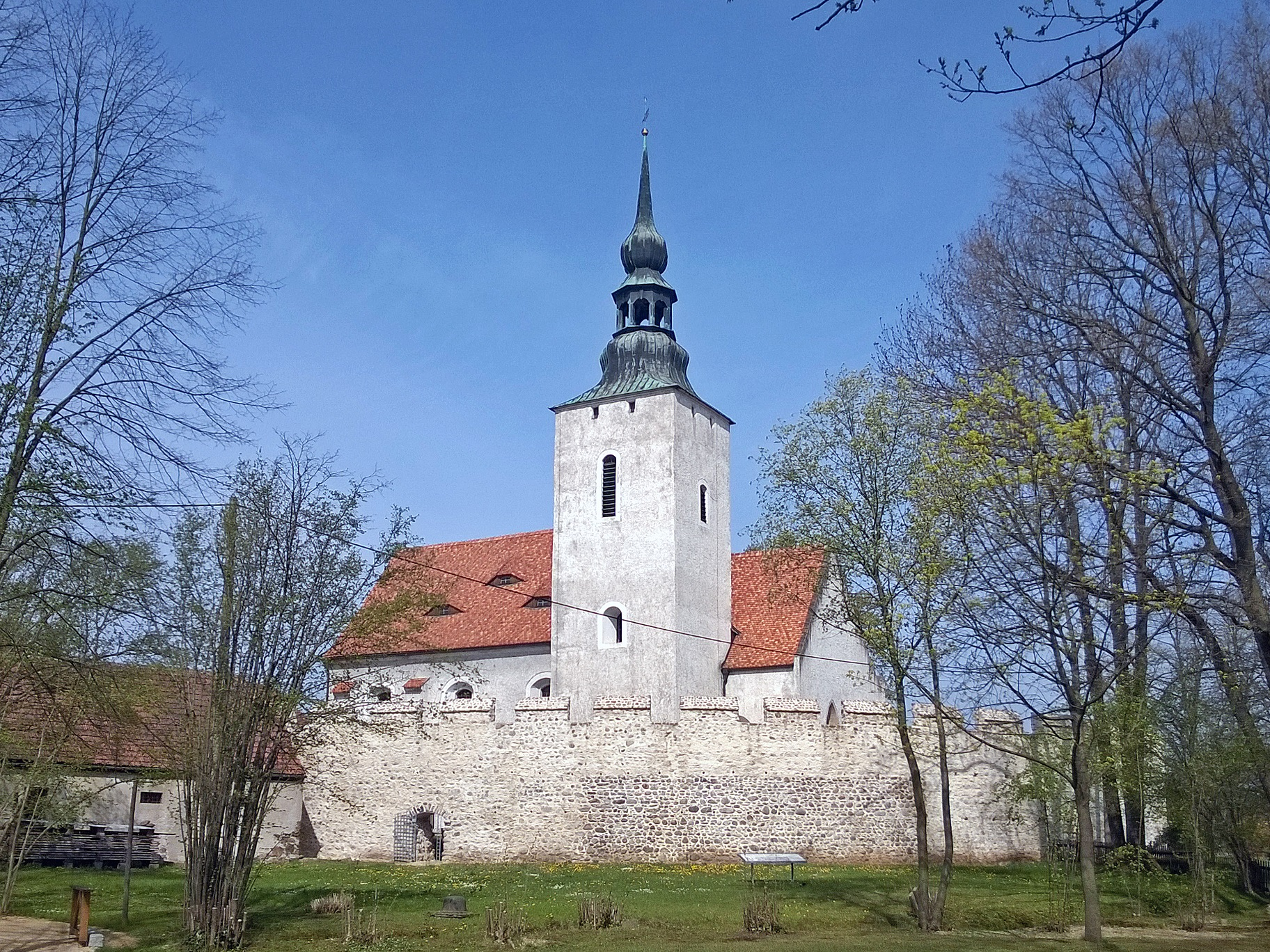
Horka Wehrkirche

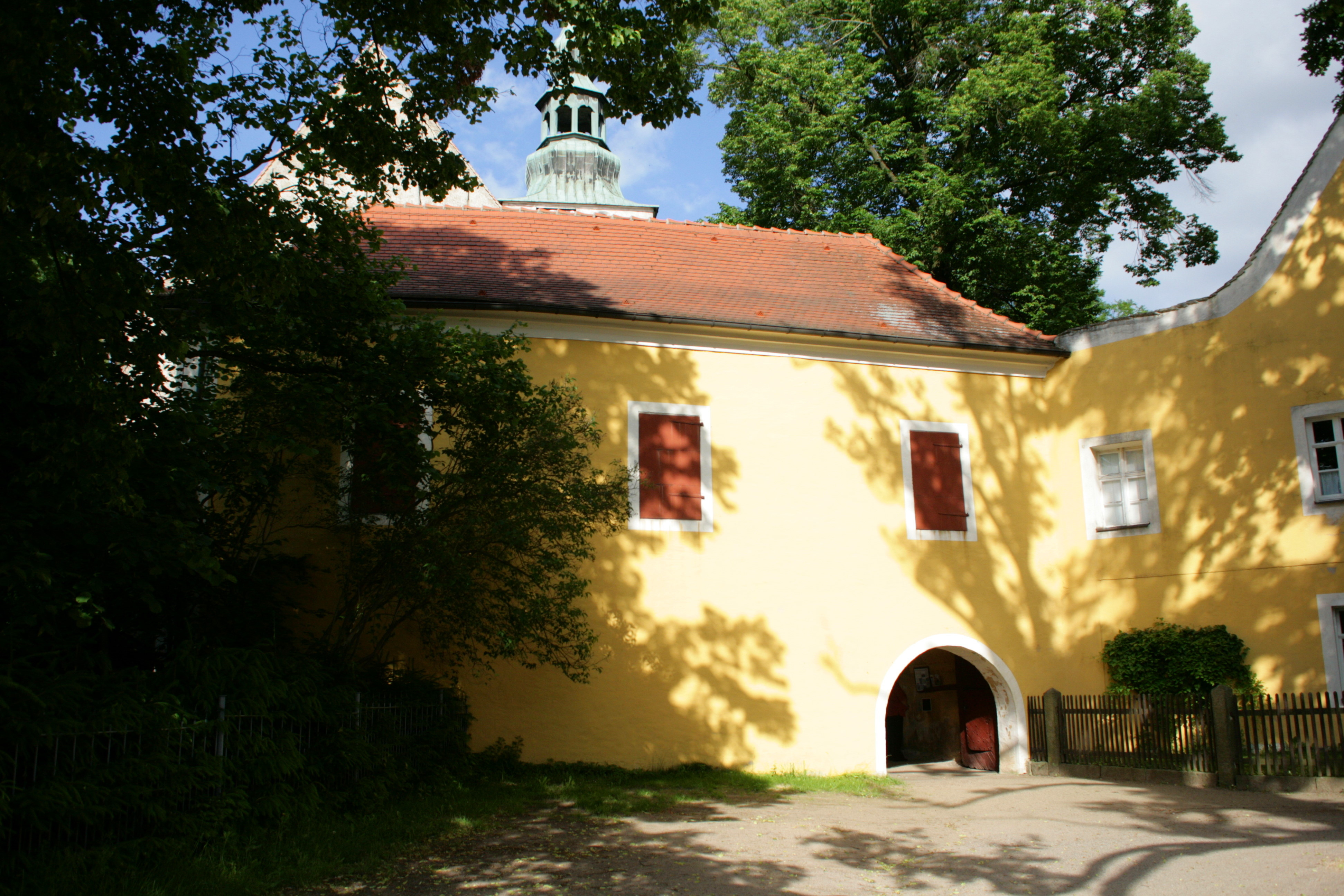
Torbau mit Pfarrhaus

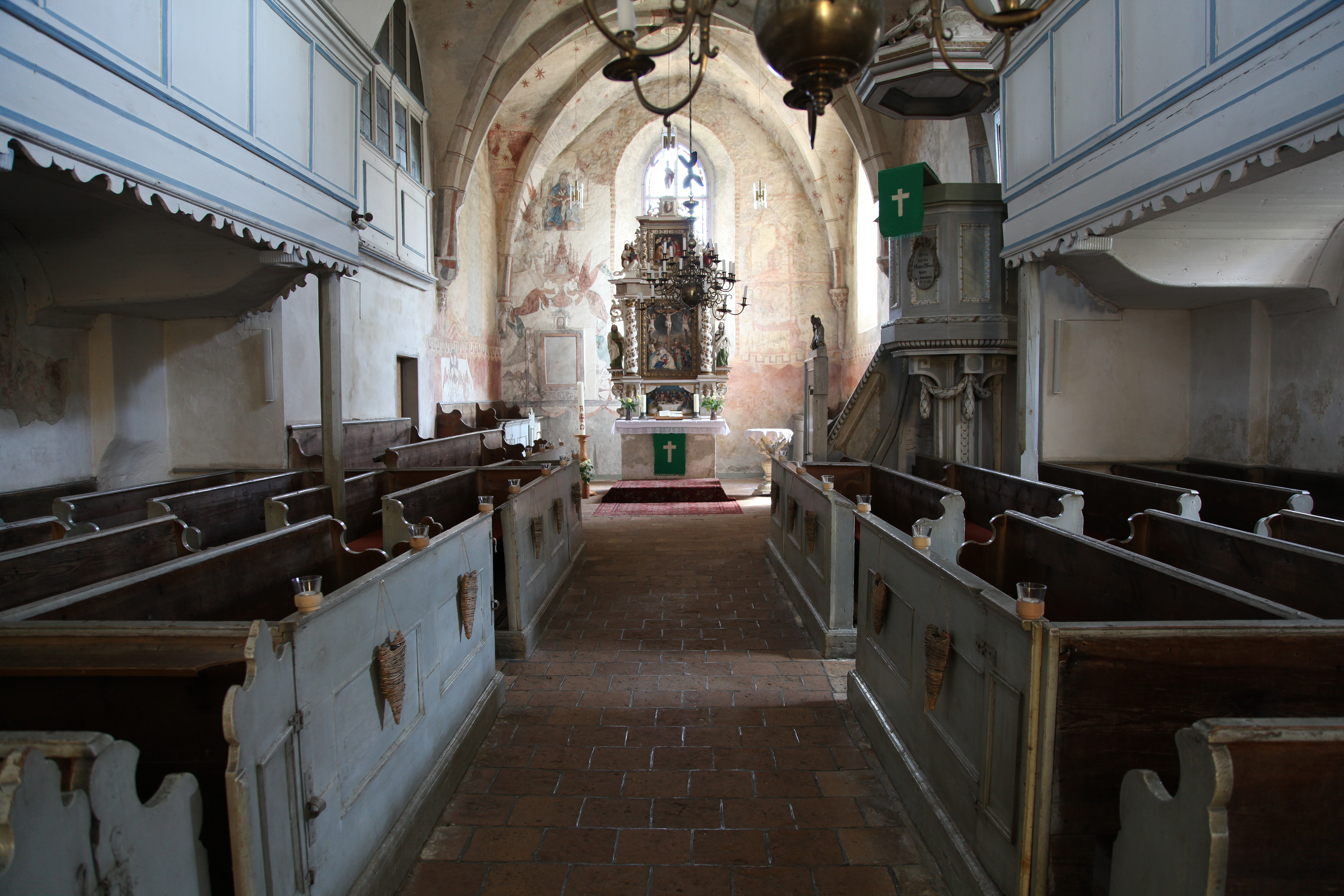
Innenansicht

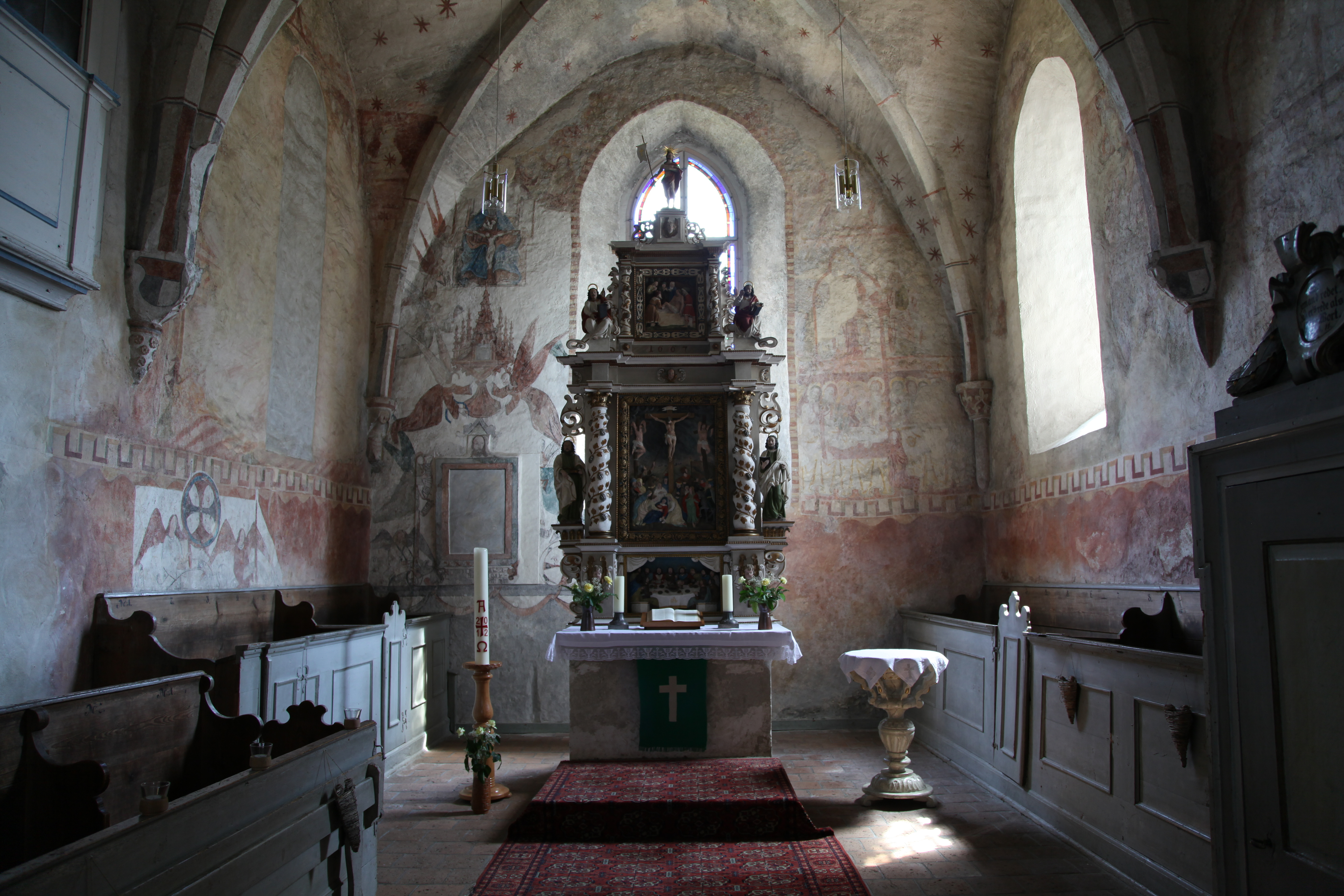
Chor

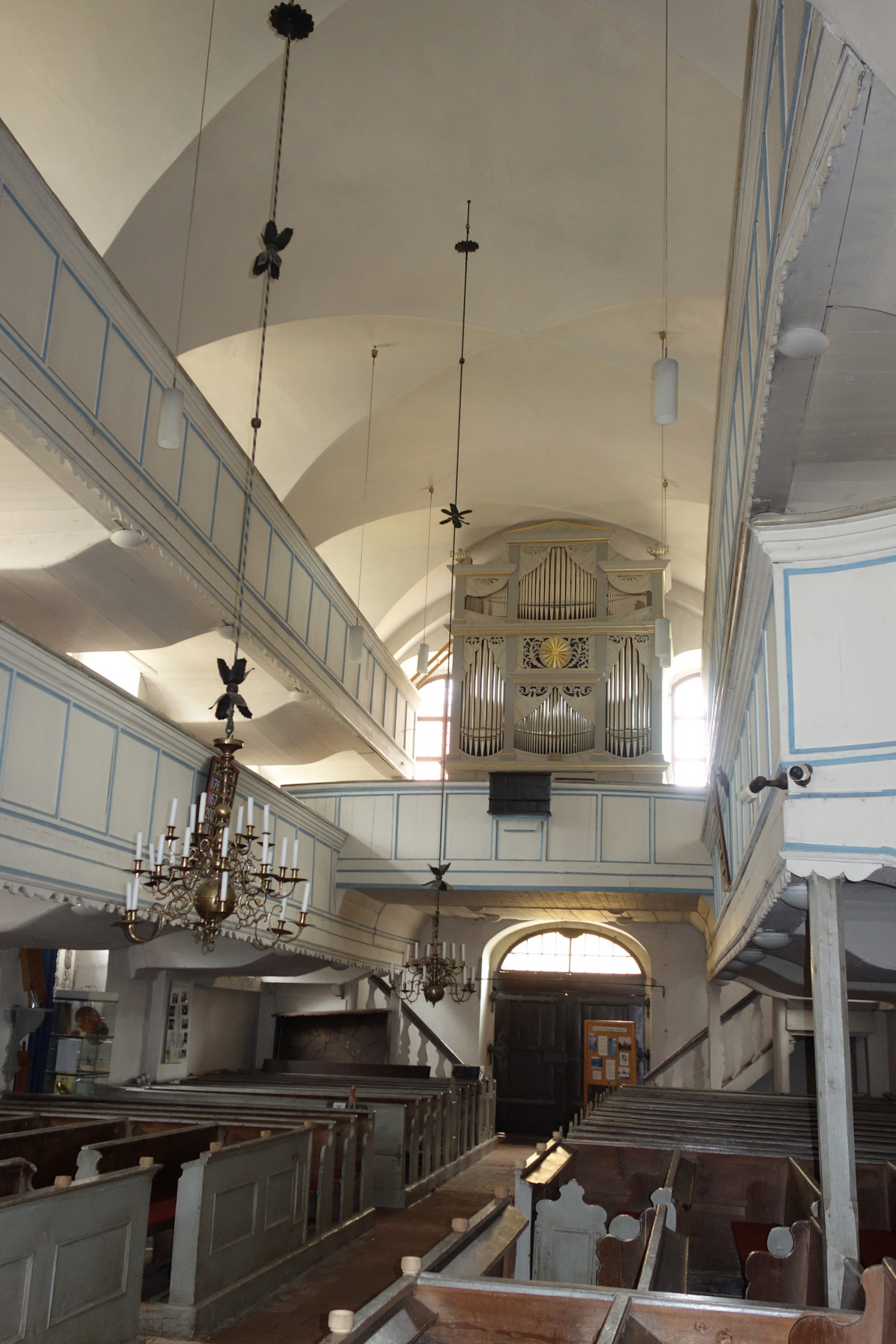
Innenansicht nach Westen

Die evangelische Wehrkirche Horka ist eine gotische Saalkirche auf einem befestigten Kirchhof (Kirchenburg) in Horka im Landkreis Görlitz in Sachsen. Sie gehört zur Kirchengemeinde Horka im Kirchenkreis Schlesische Oberlausitz der Evangelischen Kirche Berlin-Brandenburg-schlesische Oberlausitz.

## Geschichte
Die Kirche ist von einer hohen Mauer mit Zinnenkranz umgeben, die mit einem wehrhaften Torbau  versehen ist, an den sich das Pfarrhaus baulich anschließt. Sie bildet damit ein in dieser Region einmaliges Ensemble. Der älteste Teil der Kirche ist der Chor aus der Zeit um 1225, welcher später hochgotisch ergänzt wurde. In der Zeit der Spätgotik wurde der Chor nach Westen erweitert und mit einem mutmaßlich quadratischen Langhaus versehen. Weiterhin wurden zu dieser Zeit der Turm, das Erdgeschoss und die Gruft des nördlichen Choranbaus und die Wehrmauer erbaut. Ein erneuter Umbau erfolgte 1741, wobei das Langhaus erweitert, die Nordsakristei aufgestockt, die Herrschaftsloge und die Emporen eingerichtet und der Torbau erneuert wurden. In der Zeit um 1770/1780 wurde die Loge erweitert. Restaurierungen erfolgten in den Jahren 1906, 1962–1964 und 1979.

## Architektur
Das Bauwerk besteht aus einem rechteckigen Schiff mit einem stark eingezogenen, gerade geschlossenen Chor, welche jeweils mit Satteldach abgeschlossen sind. An der Südseite des Chores ist der hohe Turm angebaut, der mit Zwiebelhaube und Laterne abgeschlossen ist, an der Chornordseite ein zweigeschossiger Anbau. Die Langhauswände sind mit Strebepfeilern versehen, das Innere wird vor allem durch flachbogig geschlossene, teils auch spitzbogige Fenster erhellt. Das wohlgestaltete barocke Westportal zeigt einen korbbogigen Türstock aus Sandstein mit reich geschnitzten Türflügeln, die früher die Jahreszahl 1741 trugen.
Im Inneren ist der zweijochige Chor mit Kreuzrippengewölben geschlossen, deren Rippen von Kapitellen aufsteigen, die teils über kurzen Runddiensten sitzen. Einige der Kapitelle sind mit flachem Blattrankenrelief und Wappen versehen, in der Nordostecke ist eine Frauenbüste als Kapitell verwendet worden. An der Nordseite ist ein tonnengewölbter Raum zu finden, unter dem sich die Gruft derer von Gersdorf mit vier reich gearbeiteten, teils farbig gefassten Sarkophagen des 17. Jahrhunderts aus Sandstein befindet; darüber ist die Patronatsloge angeordnet.
Eine reich profilierte Pforte mit einem geschweiften Spitzbogen führt an der Südseite zur Turmhalle, der früheren Sakristei. Zum Schiff mit einem flachen Kreuzgratgewölbe vermittelt ein gedrückter Spitzbogen. An den Längswänden sind schlichte doppelgeschossige Emporen eingebaut, die Orgelempore ist eingeschossig.

## Wandmalereien
Umfangreiche Wandmalereien sind im Chor nahezu vollständig und an der Nordwand des Langhauses teilweise erhalten. Im Chor sind drei Ausmalungen erhalten. Die älteste Schicht aus der Zeit um 1225/1230 mit einem Passionszyklus über einem roten Vorhang mit einem Mäanderband ist auf der Nordwand und auf der Südseite der Ostwand zu finden. Darüber ist eine frühgotische Arkade gemalt, in deren Interkolumnien in Vollfigur gemalte Heiligengestalten aus der zweiten Hälfte des 13. Jahrhunderts stehen, welche vermutlich Apostel und Propheten darstellen (Südwand). Die am besten erhaltene, spätgotische Wandmalerei ist in der Sockelzone zu finden und zeigt eine ehemals umlaufende Engelsprozession vom Ende des 15. Jahrhunderts. Dazu gehört auch die auf die Sakramentsnische an der nördlichen Ostwand bezogene Malerei mit dem Schweißtuch der Veronika, zwei Engeln, welche eine Monstranz tragen, und einem Gnadenstuhl aus der Zeit um 1500. Das Gewölbe ist mit Sternen und Fugenaufmalungen an den Rippen aus der Zeit um 1225/1230 versehen. Die Schlusssteine aus der Zeit der Spätgotik zeigen einen Christuskopf und Wappen. An der Nordwand sind nur einzelne Fragmente der Malerei erhalten, allerdings mit einer Signatur: „Hic fuit thoma mosko“.

## Ausstattung
Ein wohlgestalteter geschnitzter Altaraufbau mit etwas rustikalen gefassten Reliefs wurde von einem Zittauer Bildhauer 1667 geschaffen. Die frühklassizistische Kanzel von 1780 ist in Grau und Gold gefasst. Zahlreiche barocke Grabdenkmäler sind an den Außenwänden angebracht.
Die Orgel ist ein Werk der Firma Groß & Soldan aus dem Jahr 1997 mit 23 Registern auf zwei Manualen und Pedal.

## Umgebung
Der Kirchhof ist leicht oval angelegt; die hohe Wehrmauer stammt vermutlich aus der Zeit der Oberlausitzer Hussitenkriege um 1430. Der Torbau mit dem anschließenden Pfarrhaus wurde 1741 erbaut, ersetzt aber mit Sicherheit eine mittelalterliche Bebauung. Der Torbau ist zweigeschossig mit einer niedrigen rundbogigen Durchfahrt versehen. Im Obergeschoss liegt ein zweijochiger Raum mit einem flachen Kreuzgratgewölbe, der die Bibliothek der Kirche mit wertvollen Buchbeständen birgt.